# Kopp (volym)

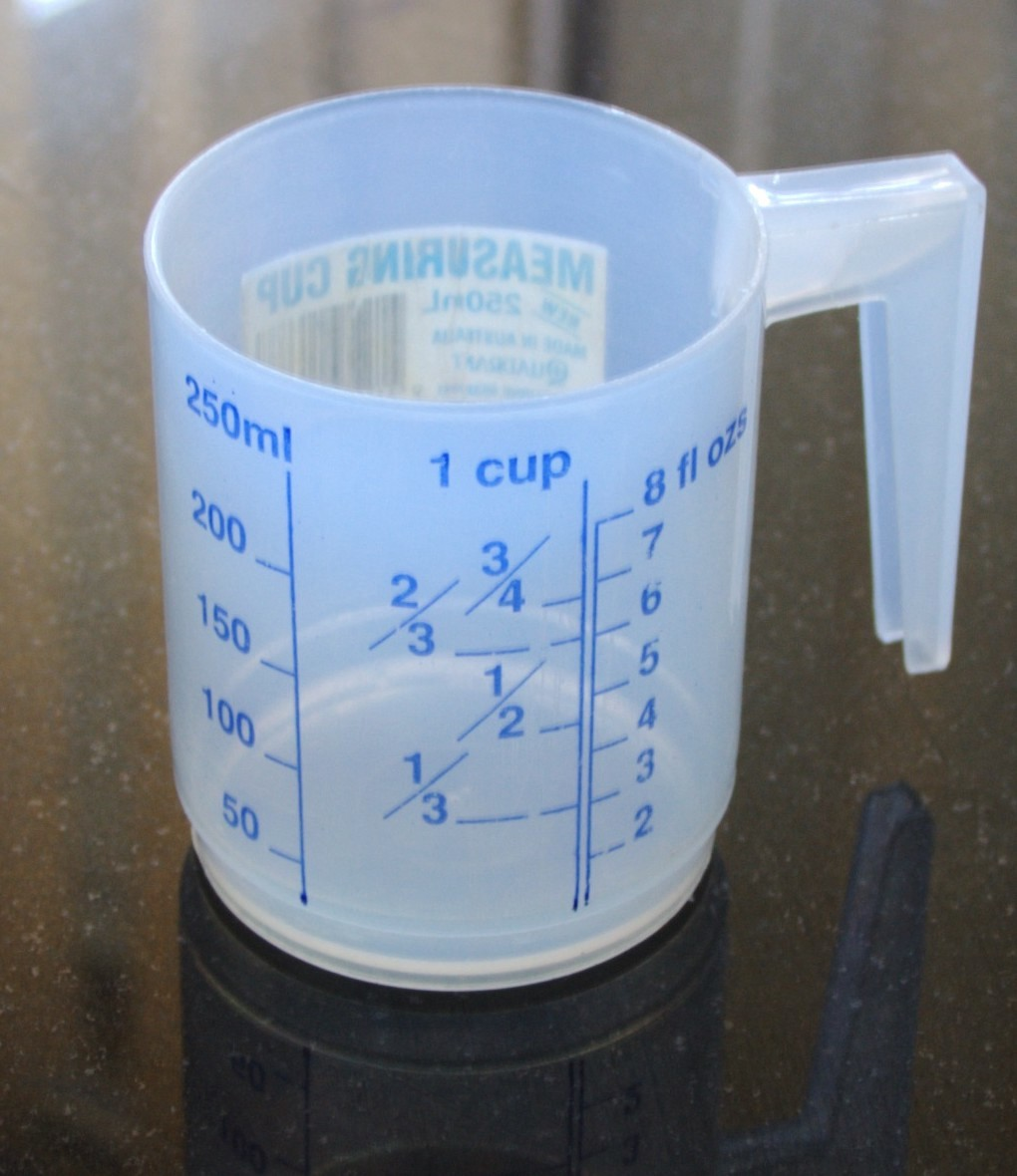
enkel mätkopp.

En kopp är en måttenhet för volym. Den används inte så mycket i Sverige, men är ett vanligt förekommande volymmått i andra länder.

## Definitioner
Det finns ingen internationellt fastställd koppstorlek, men eftersom de koppstorlekar som används i många länder i samväldet och i USA inte skiljer med mer än cirka 13 ml, spelar det inte så stor roll vilken av dem som man använder i matlagning.
| Namn                    | Volym                   | Kommentar |
| ----------------------- | ----------------------- | --- |
| Metrisk kopp            | 250 ml                  | Den vanliga koppen; en kopp definieras till 250 ml i Australien, Kanada, Nya Zeeland och Sydafrika                 |
| Angloamerikansk kopp    | 284,130625 ml ≈ 284 ml  | Definieras som en halv angloamerikansk pint; används inte längre                                                   |
| Amerikansk standardkopp | 236,5882365 ml ≈ 237 ml | |
| Amerikansk "legal" kopp | 240 ml                  | En kopp definieras till 240 ml av den amerikanska lagstiftningen, och används i amerikanska innehållsdeklarationer |

I Sverige användes ett volymmått som kallas för kopp och är på 150 ml. I Japan definieras en kopp som 200 ml, och den traditionella Japanska koppen, gō, är 180,39 ml ≈ 180 ml.